# Zakukoboj
Zakukoboj (ros. Закукобой) – wieś w Rosji, w rejonie czerepowieckim obwodu wołogodzkiego. W 2010 r. liczyła 6 mieszkańców.